# Naja Salto
Naja Salto (née le 22 novembre 1945 à Copenhague et décédée le 3 mars 2016) est une peintre et artiste textile danoise connue pour ses riches tapisseries de couleurs vives, dont beaucoup représentent des scènes de mer et de ciel,.

## Petite enfance, éducation et famille

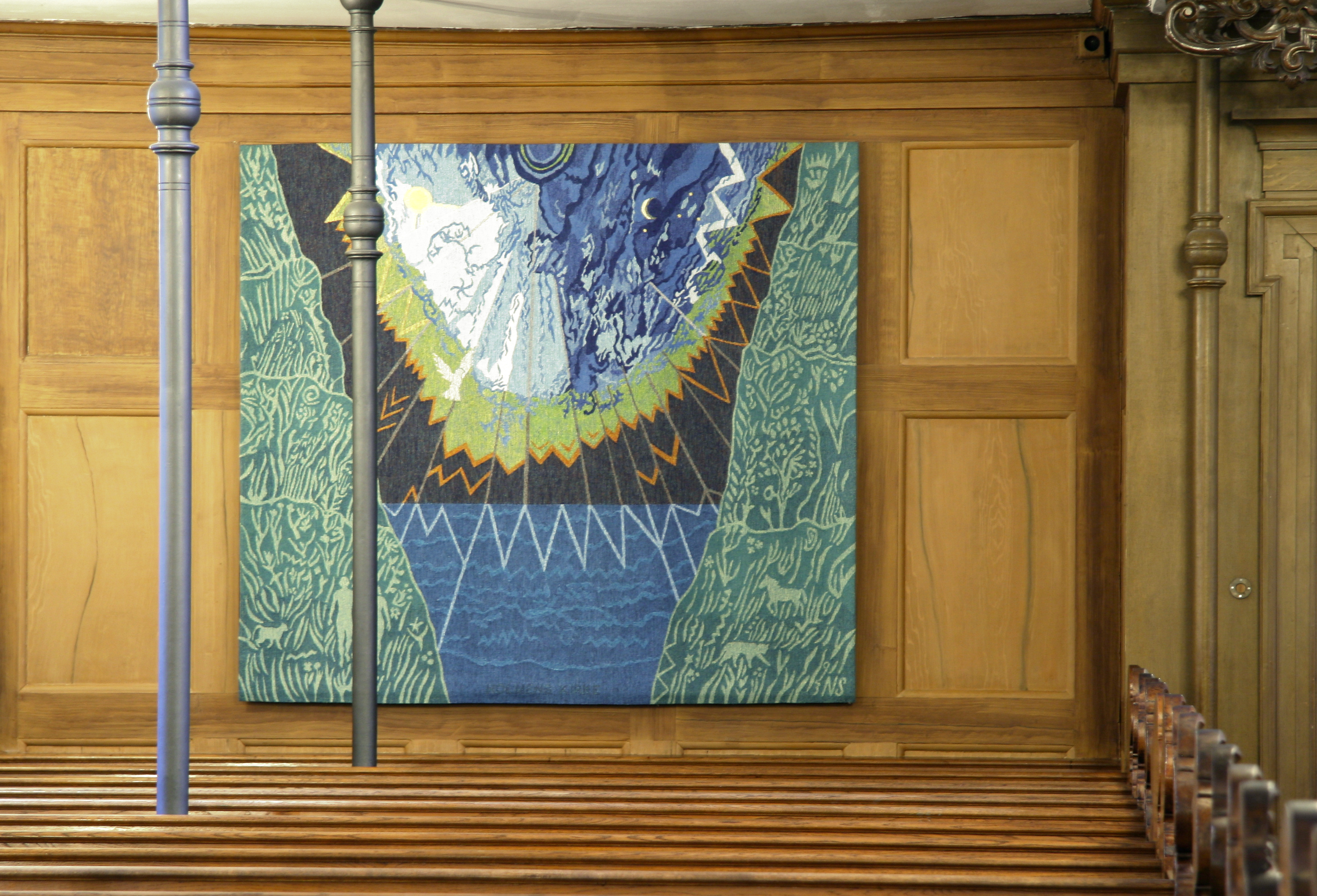
Naja Salto : deux tapisseries dans l'église Holmens.

Née à Copenhague le 22 novembre 1945, Naja Salto est la fille du peintre et céramiste Axel Johannes Salto (1889–1961) et de Gerda Åkesson (1909–1992), également peintre et céramiste. Elle étudie l'art textile à la Danmarks Designskole (Académie royale des beaux-arts du Danemark) avec Franka Rasmussen (1962-1966) puis étudie la scénographie à l'école de théâtre danoise (1972–76).
Avec Sven Poulsson, qu'elle épouse en juin 1967, elle a un fils, Kasper Salto, qui deviendra designer de meubles. Après leur divorce en 1969, elle épouse le designer et orfèvre Allan Scharff en décembre 1989 puis divorce en 1995. En juin 1995, elle épouse le commissaire-priseur Jens Christian Thygesen.

## Carrière

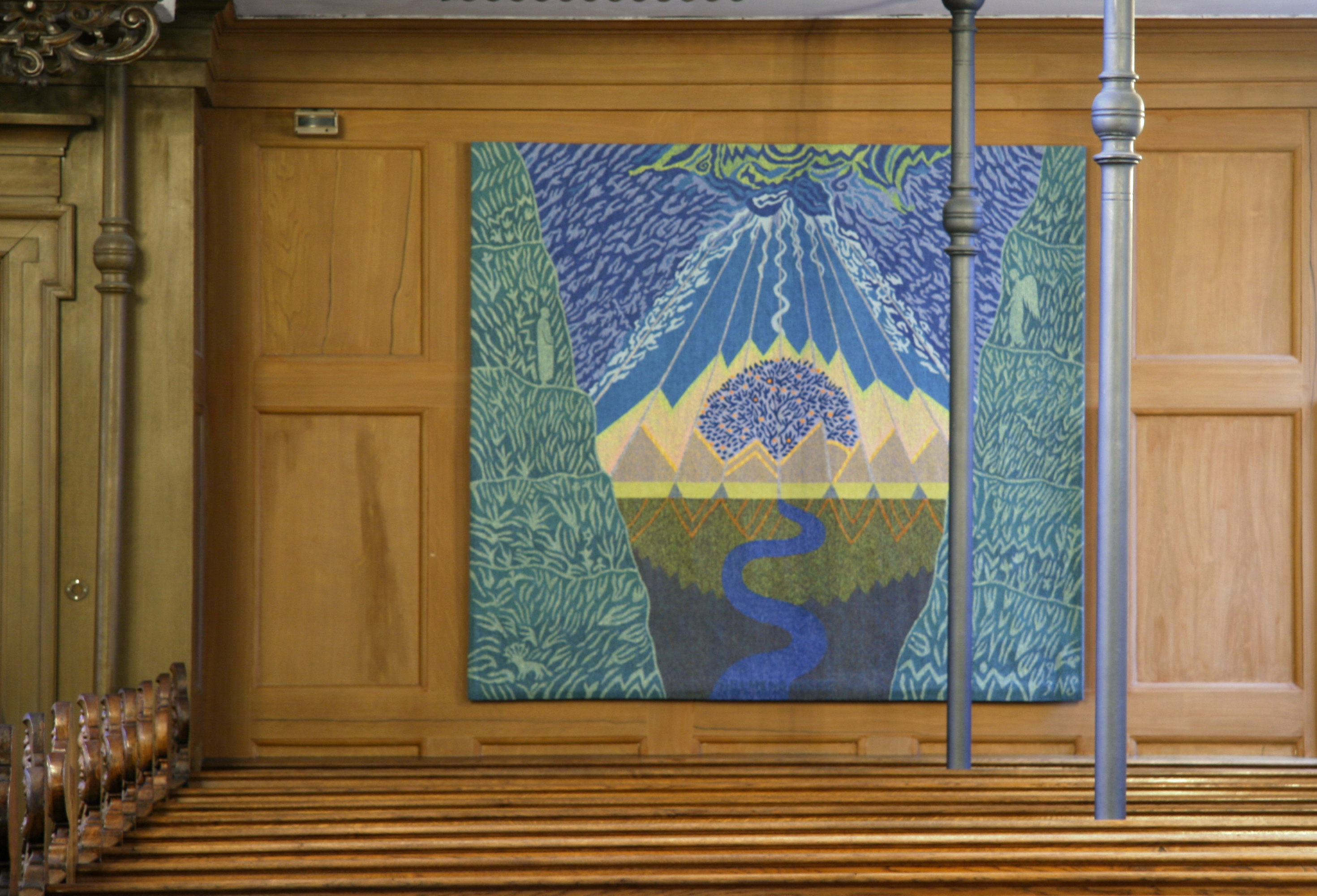

Naja Salto commence à tisser jeune, adoptant des techniques traditionnelles et expérimentales et ouvre son propre atelier en 1966. Elle  crée une large gamme de tapisseries de couleurs claire et fortes. Son intérêt pour la scénographie se reflète dans ses tapisseries représentant une riche imagerie narrative où intervient la mythologie nordique ainsi que des éléments du ciel et de la mer. Son travail ouvre de nouvelles voies à l'art textile au Danemark,.
Naja Salto a également réalisé de nombreuses installations, par exemple à l'église Holmens à Copenhague et au Musée Carl Nielsen à Odense. Elle a créé le rideau de scène représentant « L'Arbre de vie » au Musée national du Danemark et des chasubles pour la cathédrale de Copenhague[Laquelle ?],.
Par la suite, elle réalise également des vitraux puis passe de la tapisserie à la peinture et crée des bijoux, souvent en macramé, pour Georg Jensen,.
Naja Salto a contribué à Haandarbejdets Fremme (Guilde de l'artisanat danois) qui est devenu le principal promoteur de l'art textile au Danemark.
Elle est décédée le 3 mars 2016.

## Expositions (sélection)
- 1983 : Gallerihuset, Copenhague
- 1987 : Kunstindustrimuseet, Copenhague
- 1987 : Herning Art Museum
- 1990 : Esbjerg Art Pavillion
- 1990 : Art Musem ADK, Lund
- 1994 : the Danish House, Paris
- 1996 : Bornholm Art Museum
- 2004 : Naturen en kilde til inspiration, Naja Salto, John Rud, Frederikssund Kunstforening
- 2006 : Naja Salto, Axel Salto et Kasper Salto, Kunsten, Aalborg[5]
- 2007 : Galleri Krebsen, Copenhague